# Макнил, Джерри
Джеральд Джордж Макнил (англ. Gerald George McNeil; 17 апреля 1926, Квебек — 17 июня 2004, Монреаль) — канадский хоккеист, играл на позиции вратаря, трёхкратный обладатель Кубка Стэнли в составе «Монреаль Канадиенс» (1953, 1957, 1958), трёхкратный участник матчей всех звёзд НХЛ.

## Игровая карьера
На молодёжном уровне в течение шести полных сезонов за «Монреаль Роялз», где он три раза выигрывал приз «Самый ценный игрок». Макнил вызывался в НХЛ, где сыграл за два сезона только восемь матчей за «Монреаль Канадиенс», а также весь сезон играл за фарм-клуб команды «Цинциннати Мохокс».
Макнил стал основным вратарём «Канадиенс» в сезоне 1950/51 и его роль была высоко оценена в успехе команды. По итогам сезона «Канадиенс» вышли в Финал Кубка Стэнли, где уступили «Торонто Мейпл Лифс» в серии со счётом 4-1. В последующие три сезона, он был основным вратарём «Канадиенс», выиграв с командой в 1953 году Кубок Стэнли, а летом 1954 года объявил о завершении карьеры.
Летом 1955 года вернулся на лёд, но играл весь сезон за «Монреаль Роялз», при этом он внёс вклад в два выигранных Кубка Стэнли в 1957 и 1958 годах, поскольку был запасным вратарём в плей-офф. В последующие годы он играл за «Рочестер Американс» и за «Квебек Айсез», после чего завершил карьеру в возрасте 35 лет.

## Смерть
Скончался 17 июня 2004 года в Монреале на 79-м году жизни от рака.